# Villa Devoto
Villa Devoto é um bairro da cidade argentina de Buenos Aires.

## História

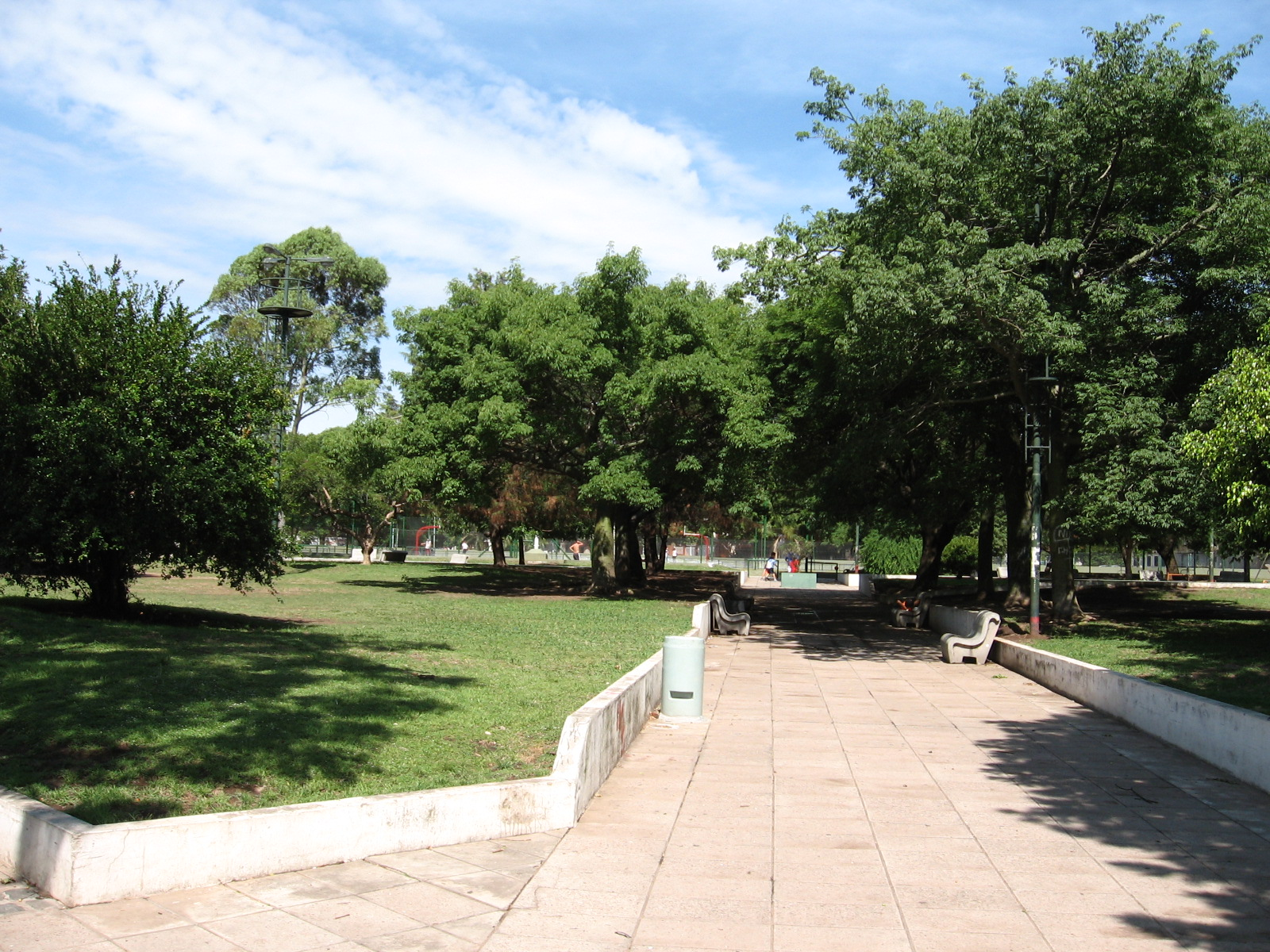
Área recreacional de Villa Devoto

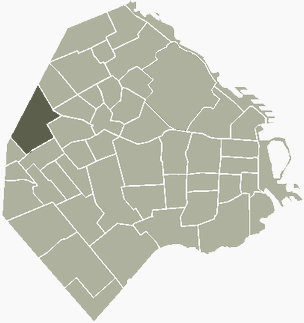
Mapa do bairro na cidade de Buenos Aires

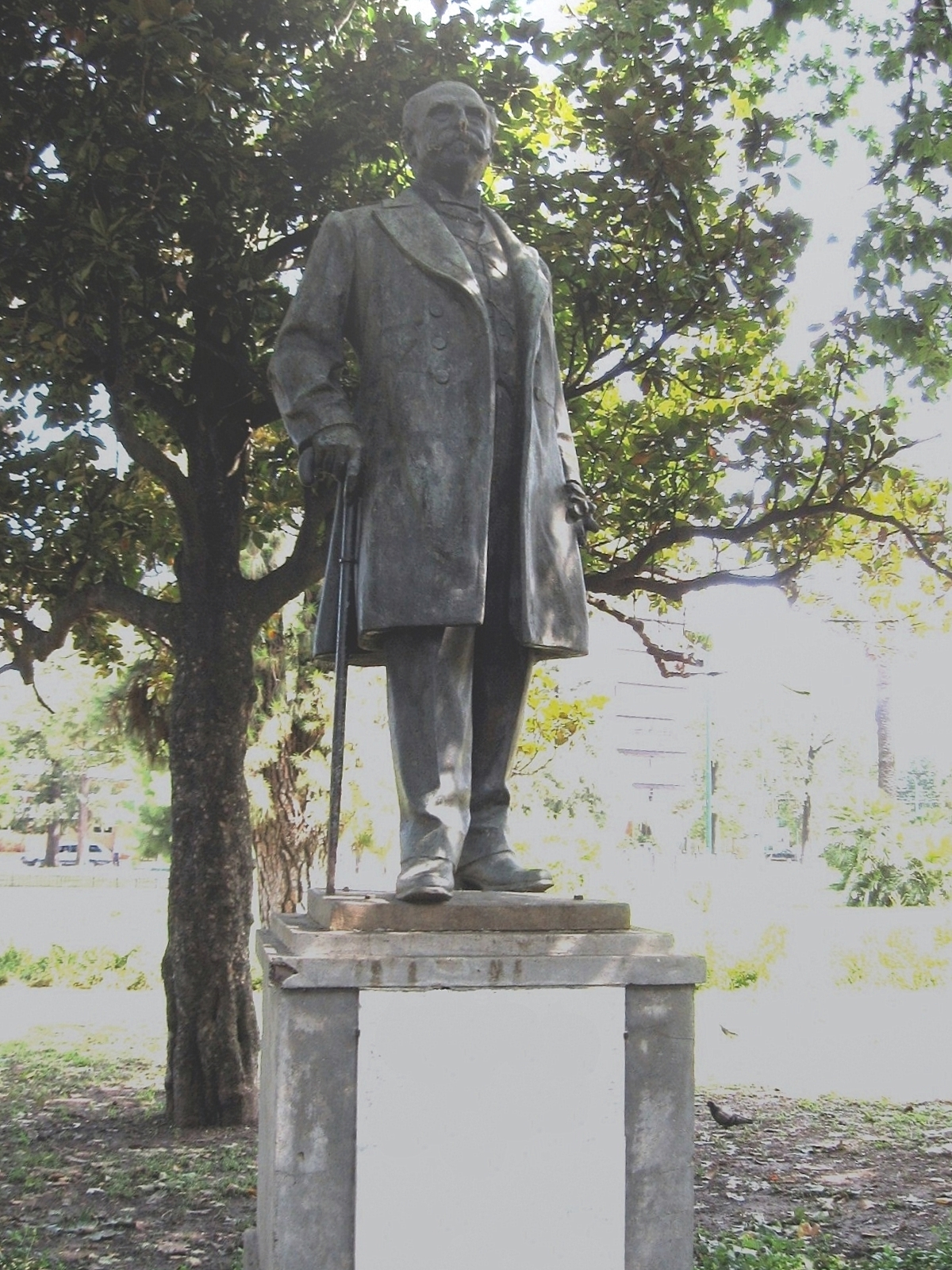
Estatua de Antonio Devoto, na Praça Arenales.

#### Origens
É um espaço residencial urbano, cujo início se deve ao Banco Imobiliário que comprou o terreno para fazer um novo povoado. Don Antonio Devoto, italiano, era o presidente da instituição, e o bairro deve a ele seu nome. Cristóbal de Luque y Cobos é o primeiro vizinho registrado em 1600 na atual Villa Devoto.

#### O Jardim da Cidade
É considerado "O Jardim da Cidade", já que tem mais árvores do que qualquer outro bairro de Buenos Aires. Há menos tráfego de veículos em relação a outras áreas da cidade. Suas casas são grandes, com grandes jardins, não tendo muitos edifícios.
Ele tem o ponto geográfico mais elevado da Capital Federal, no cruzamento das avenidas Francisco Beiró e Chivilcoy. Este ponto está na mesma altura que a cúpula do Congresso.[carece de fontes?]

#### Sociedades de desenvolvimento
Em 10 de março de 1896, foi fundada a Sociedade de Desenvolvimento Villa Devoto. Os seus objetivos, seguramente nascidos da situação de relativo isolamento comum a todos os aglomerados urbanos surgidos neste período histórico, respondem à precariedade dos equipamentos urbanos em termos de pavimentos, meios de transporte e estabelecimentos de ensino e saúde, e constituem uma ferramenta para que o bairro obtenha uma resposta rápida por parte das autoridades, sejam elas municipal ou nacional.

## Cultura

#### Esporte
Villa Devoto é a casa do Club Atlético General Lamadrid, um time de futebol.[carece de fontes?]